# Sivučij Kamen'
Sivučij Kamen’ (in russo Сивучий Камень; in inglese Sea Lion Rock; in italiano "la roccia del leone marino") è uno scoglio che fa parte delle isole del Commodoro, si trova vicino alla costa nord-ovest dell'isola Mednyj.
Amministrativamente appartiene all'Aleutskij rajon del territorio della Kamčatka, in Russia. Le isole del Commodoro sono la parte più orientale dell'arcipelago delle Aleutine.